# David Clark (Ruderer)
David Robert Clark (* 17. November 1959 in St. Louis) ist ein ehemaliger Ruderer aus den Vereinigten Staaten. Er war mit dem Achter Weltmeisterschaftsdritter 1981 und mit dem Vierer ohne Steuermann Olympiazweiter 1984.

## Karriere
Der 1,93 m große David Clark studierte an der Cornell University, wo er 1982 graduierte. Mit dem Achter der Cornell University gewann er 1981 und 1982 die Meisterschaft der Intercollegiate Rowing Association.
Bei den Weltmeisterschaften 1981 in München siegte der Achter aus der Sowjetunion vor den Briten und dem Achter aus den Vereinigten Staaten in der Besetzung Daniel Lyons, John Zevenbergen, Thomas Kiefer, James McDougall, John Phinney, David Clark, Charles Clapp, Matthew Labine und Steuermann Seth Bauer. Das Boot aus den USA hatte anderthalb Sekunden Rückstand auf die Briten und über vier Sekunden Vorsprung auf das viertplatzierte Boot aus der DDR. 1983 belegte der Achter den siebten Platz bei den Weltmeisterschaften 1983 in Duisburg.
Für die Olympischen Spiele in Los Angeles wurde vom Gastgeberverband ein Vierer ohne Steuermann nominiert, der aus David Clark, Jon Smith, Phillip Stekl und Alan Forney bestand. Insgesamt traten zehn Boote an. Als Vorlaufsieger zogen die Boote aus Neuseeland und aus den Vereinigten Staaten direkt in das Finale ein, vier weitere Boote qualifizierten sich über die Hoffnungsläufe. im Finale siegten die Neuseeländer mit über zweieinhalb Sekunden Vorsprung auf den Vierer aus den Vereinigten Staaten, anderthalb Sekunden dahinter gewannen die Dänen die Bronzemedaille.